# Telamó
Per a altres usos de telamó, vegeu Telamó (desambiguació).

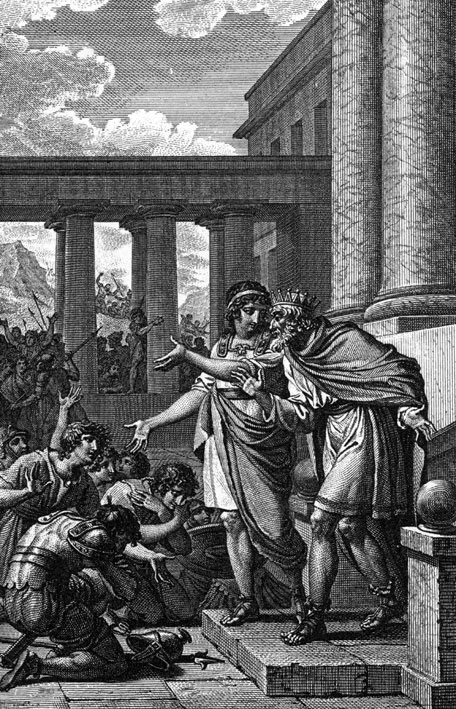
Telamó i Èac

Personatge de la mitologia grega, Telamó (en grec antic Τελαμών) és fill d'Èac, rei d'Egina, i Endeida (neta de Cicreu), i germà de Peleu.
Va ser un dels argonautes que acompanyaren Jàson. A la nau Argo remava al costat d'Hèracles, de qui era company predilecte. Va participar en la cacera del senglar de Calidó. Era amb Hèracles quan va conquerir Troia per primera vegada. Amb Teanira, que li tocà com a botí en aquesta guerra, va tenir un fill, Tràmbel. També lluità en el bàndol dels grecs en la Guerra de Troia, juntament amb el seu fill Àiax. Després de matar el seu germanastre Focos, Telamó i Peleu van ser desterrats d'Egina. Mentre el seu germà es dirigia a Tessàlia, ell se'n va anar a Salamina. Des d'allí, a través d'emissaris, va intentar que el seu pare el perdonés, però Èac no el va deixar tornat a Egina. Tot i això, li va permetre defensar la seva causa des d'un dic que havia construït davant de l'illa. Tot i això, Telamó va perdre el plet.
A Salamina, Telamó es va casar amb la filla del rei Cicreu, Glauce, i a la mort del rei, que no tenia descendents masculins, va heretar el tron. Quan va enviudar, es va casar amb Peribea (o Eribea), filla d'Alcàtou, rei de Mègara, amb la qual va tenir Àiax.
També apareix en les dues versions del saqueig de Troia d'Hèracles: en una, dirigit pel rei Tros, i en l'altra, pel rei Laomedont.
En la primera versió, en un període anterior a la Guerra de Troia, Posidó envia un monstre marí a atacar la ciutat. Hèracles, juntament amb Telamó i Oïcles, decideix de matar el monstre si, a canvi, Tros els dona els cavalls que havia rebut de Zeus com a compensació pel rapte de Ganimedes, el seu fill. Aquest hi accedeix i la companyia d'Hèracles en surt airosa. Després d'aquesta gesta, Telamó es casa amb Hesíone, filla de Tros, que dona a llum Teucre.
En la versió del rei Laomedont, aquest planificava de matar la seva filla, Hesíone, per aplacar la ira de Posidó. Hèracles la rescata en l'últim moment i mata tant el monstre com Laomedont i els seus fills, i saqueja Troia. Només salva dos dels fills: Ganimedes, que era al mont de l'Olimp, i Poderage, que havia salvat la seva vida donant a Hèracles un vel daurat que Hesíone havia fet. Després d'això, Telamó es casa amb Hesíone, com una recompensa de guerra, amb qui té un fill, Teucre.
Telamó encara vivia quan es va acabar la guerra de Troia, en què van prendre part els seus dos fills, Àiax i Teucre. Quan Teucre va tornar sense el seu germà, Telamó el va expulsar. No se sap del cert com va morir Telamó.